# Melaleuca howeana
Melaleuca howeana är en myrtenväxtart som beskrevs av Edwin Cheel. Melaleuca howeana ingår i släktet Melaleuca och familjen myrtenväxter.
Artens utbredningsområde är Lord Howeön. Inga underarter finns listade i Catalogue of Life.